# 大雪原の決闘
『大雪原の決闘』（だいせつげんのけっとう、原題：Back to God's Country）は1953年のアメリカ合衆国の映画。出演はロック・ハドソンなど。
日本では劇場未公開ではあるが、テレビ放映された。

## キャスト
- ピーター・キース：ロック・ハドソン
- ドロレス・キース：マーシャ・ヘンダーソン
- ポール・ブレイク：スティーヴ・コクラン
- フランク・ハドソン：ヒュー・オブライエン
- ショーター：チャビー・ジョンソン

## スタッフ
- 監督：ジョセフ・ペヴニー
- 製作：ハワード・クリスティ
- 脚本：トム・リード
- 撮影：モーリー・ガーツマン
- 編集：ミルトン・カルース
- 音楽：フランク・スキナー
- 原作：ジェームズ・オリヴァー・カーウッド